# Roses legering

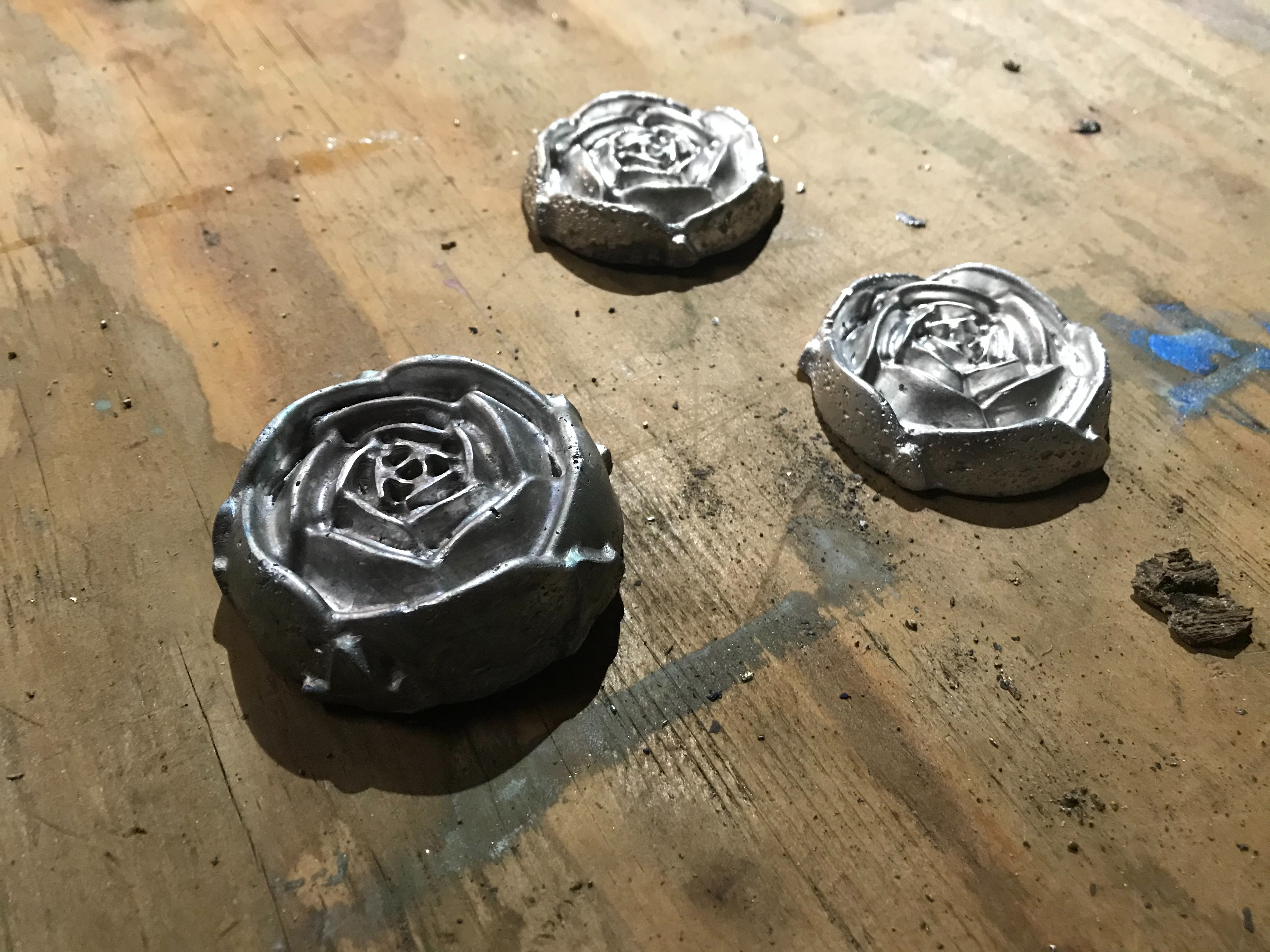
Rosor gjutna av Roses legering.

Roses legering (även kallad Roses metall) är en lättsmält legering som uppfunnits av den tyske apotekaren och kemisten Valentin Rose den äldre. Den förekommer med varierande proportioner bly och tenn kring 25 %. Den eutektiska smältpunkten 91,6 °C erhålls med vidstående sammansättning. Densiteten är 9 320 kg/m³.
En teknisk användning är som utlösare i temperaturövervakningsanordningar (smältsäkring, övertemperaturvakt).